# MoneyRates.com
MoneyRates.com è un sito di finanza personale e un comparatore di tariffe specializzato nella profilazione dei tassi di interessi di prodotti quali; conti correnti di risparmio, conti del mercato monetario, certificati di deposito (CD), mutui e carte di credito. La sede operativa è a Foster City.
Il sito pubblica annualmente l'America's Best Rates, un'indagine trimestrale sui migliori tassi di interesse bancari, e la Best and Worst States for Retirement relativa ai migliori piani pensionistici integrativi, oltre a una varietà di  articoli sul risparmio autogestito e alla finanza personale.

Le due classifiche suddette sono state citate dall'Huffington Post, da Consumer Reports] e da CNNMoney; gli articoli di approfondimento sono stati più volte citati dal Wall Street Journal, dal New York Times e da MSN Money.
I servizi del suo analista finanziario senior Richard Barrington, che collabora al sito dal 2009, sono stati considerati una fonte autorevole da USA Today, U.S. News and World Report, MarketWatch, dalla National Public Radio e dal programma radiofonico Marketplace.